# 比奇港 (新澤西州)
比奇港（英語：Beach Haven）是位於美國新澤西州海洋縣的自治市鎮。

## 人口
根據2020年美國人口普查的數據，比奇港的面積為6.03平方千米，當中陸地面積為2.54平方千米，而水域面積為3.49平方千米。當地共有人口1027人，而人口密度為每平方千米170人。